# Chapdes-Beaufort
Chapdes-Beaufort är en kommun i departementet Puy-de-Dôme i regionen Auvergne-Rhône-Alpes i centrala Frankrike. Kommunen ligger i kantonen Pontgibaud som tillhör arrondissementet Riom. År 2022 hade Chapdes-Beaufort 1 139 invånare.

## Befolkningsutveckling
Antalet invånare i kommunen Chapdes-Beaufort
| Referens: INSEE |